# Glaphyra lampros
Glaphyra lampros là một loài bọ cánh cứng trong họ Cerambycidae.